# Crnogorske putovnice do 1921.
Crnogorske putovnice (crnogor. orig. Crnogorski pasoši), prve u njihovoj nacionalnoj povijesti, potječu s početka 19. stoljeća.
Crnogorska država izdavala je i prije 1819. svoje putovnice, no te je godine vladara, mitropolita Petra I. Petrovića Njegoša(Sveti Petar Cetinjski) upozorio ruski carski veleposlanik u Carigradu da je nedopustivo da crnogorske putovnice u svome zaglavlju nose tekst: U ime njegovog imperatorskog veličanstva cara vserosijskog. 
Od toga su vremena crnogorske putovnice u zaglavlju nosile tekst: Il principato di Montenegro.
- Crnogorsko provodno pismo putovnica je koja se pojavila za doba Petra II. Petrovića Njegoša u razdoblju od 1834. do 1843. godine .

- Crnogorski pasport  naziva se putovnica od 1843. do 1851. godine. Izdavao ih je Crnogorski Senat, a potpisivali ih predsjednik Senata ili osobno Njegoš.

Uz potpis, isprave su bile ovjerene i velikim i malim okruglim pečatom, na kojima su se nalazili crnogorski simboli duhovne i svjetovne vlasti. 
Crnogorski pasport dobivali su pojedinci, a on je mogao vrijediti za dvije, a možda i za više osoba. 
U njega je upisivano ime, prezime, mjesto rođenja i narodnost vlasnika, mjesto putovanja i rok vrijednosti, no nije unošen osobni opis vlasnika. 
Na svakoj od sačuvanih putovnica za narodnost domicilnog stanovništva uvijek je navođeno: Crnogorac.
Uz Crnogorce, putne isprave dobivali su i stranci (crnogorski - izvanjci) koji su dugo živjeli u Crnoj Gori. Putovnicu su dobivali i strani znanstvenici i putopisci koji su boravili u Crnoj Gori, radi lakšeg i nesmetanog obilaska zemlje.
Od 1878. službeni je naziv putovnice Crnogorski pasoš - Passeport Montenegrin.
Prije obnove neovisnosti 2006. posljednje su crnogorske putovnice izdate 1921. godine.

## Vanjske poveznice
- Crnogorski pasport iz doba Kneza Danila I. Petrovića  Arhivirana inačica izvorne stranice od 14. veljače 2006. (Wayback Machine)
- Crnogorski pasoš iz 1915. godine  Arhivirana inačica izvorne stranice od 26. lipnja 2008. (Wayback Machine)
- Akademik Dr. Branko Pavićević "Sazdanje crnogorske nacionalne države 1796.-1878.", NJP Pobjeda, Podgorica 2005.g. (odlomak)[neaktivna poveznica]